# Operationsanalys
Operationsanalys eller OR från engelskans Operations Research (amerikansk användning) eller Operational Research (brittisk användning). OR är den övergripande termen för användning av matematiska metoder såsom matematisk programmering, optimeringslära, matematisk statistik och algoritmer för hjälp vid beslutstagande. Ofta modelleras komplexa system för att beskriva ett problem matematiskt, och för att sedan finna en optimal lösning på problemet.

## Historia
Även om grunden inom operationsanalysen lades långt tidigare, påbörjades det som vi idag känner igen som operationsanalys under andra världskriget. Forskare i Storbritannien och USA försökte lösa olika logistikproblem inom de brittiska och amerikanska arméerna.
Ett av de mer berömda exemplen från andra världskriget, var ställningstagandet hur transporterna över Atlanten skulle utföras. Man ville veta vilket som var det effektivaste sättet att föra gods och trupper från den amerikanska kontinenten över Atlanten till Europa. Man hade att välja på att antingen utföra transporterna i små konvojer som man ansåg skulle vara svårare att upptäcka för de tyska u-båtarna och kunde röra sig snabbare, eller stora konvojer som kunde föra med sig stora mängder gods, men inte kunde framföras vid högre hastighet än konvojens mest långsamma fartyg. En grupp ledd av den brittiske fysikern Patrick Blackett visade att:
- de stora konvojerna var mer effektiva
- att det inte fanns någon korrelation mellan konvojernas storlek och hur lätt de kunde upptäckas av u-båtar.
- långsamma konvojer visserligen var mer riskabla, men att risken kunde bortses från jämfört med de stora och långsamma konvojernas effektivitet.

## Namnet
Ordet operation i ordet operationsanalys syftade just på de militära operationer som man ville att operationsanalysen skulle lösa. I Sverige har namnet inte fått någon större spridning, kanske delvis för att operationsanalys är en mindre bra översättning. Att direktöversätta "operational research" till operationell forskning har inte heller ansetts vara en bra lösning. Istället använder många svenska matematikinstitutioner termerna optimering eller optimeringslära även om operationsanalys är att betrakta som ett mycket vidare begrepp än dessa.

## Användningsområden
- Beslutsteori
- Schemaläggning
- Logistikproblem
- Optimeringslära
- Spelteori

## Viktiga tidskrifter
- Operations Research (OR)
- Journal of The Operational Research Society (JORS)
- European Journal of Operational Research (EJOR)